# Sur-le-Mont (Tilff)
Pour les articles homonymes, voir Sur-le-Mont.
Sur-le-Mont, autrefois Surlemont, est un hameau belge, du village de Tilff, situé dans la commune d'Esneux dans la province de Liège en Région wallonne.
Le hameau, perché sur les hauteurs de la rive gauche de l'Ourthe, jouxte le campus du Sart-Tilman et offre un beau point de vue sur Tilff dans la vallée.

## Histoire
Le hameau est mentionné en 1532 dans le contrat de mariage du meunier du Fond du Moulin.
Le dimanche 31 décembre 1944, un missile V1 s'abat sur le quartier.

## Patrimoine bâti

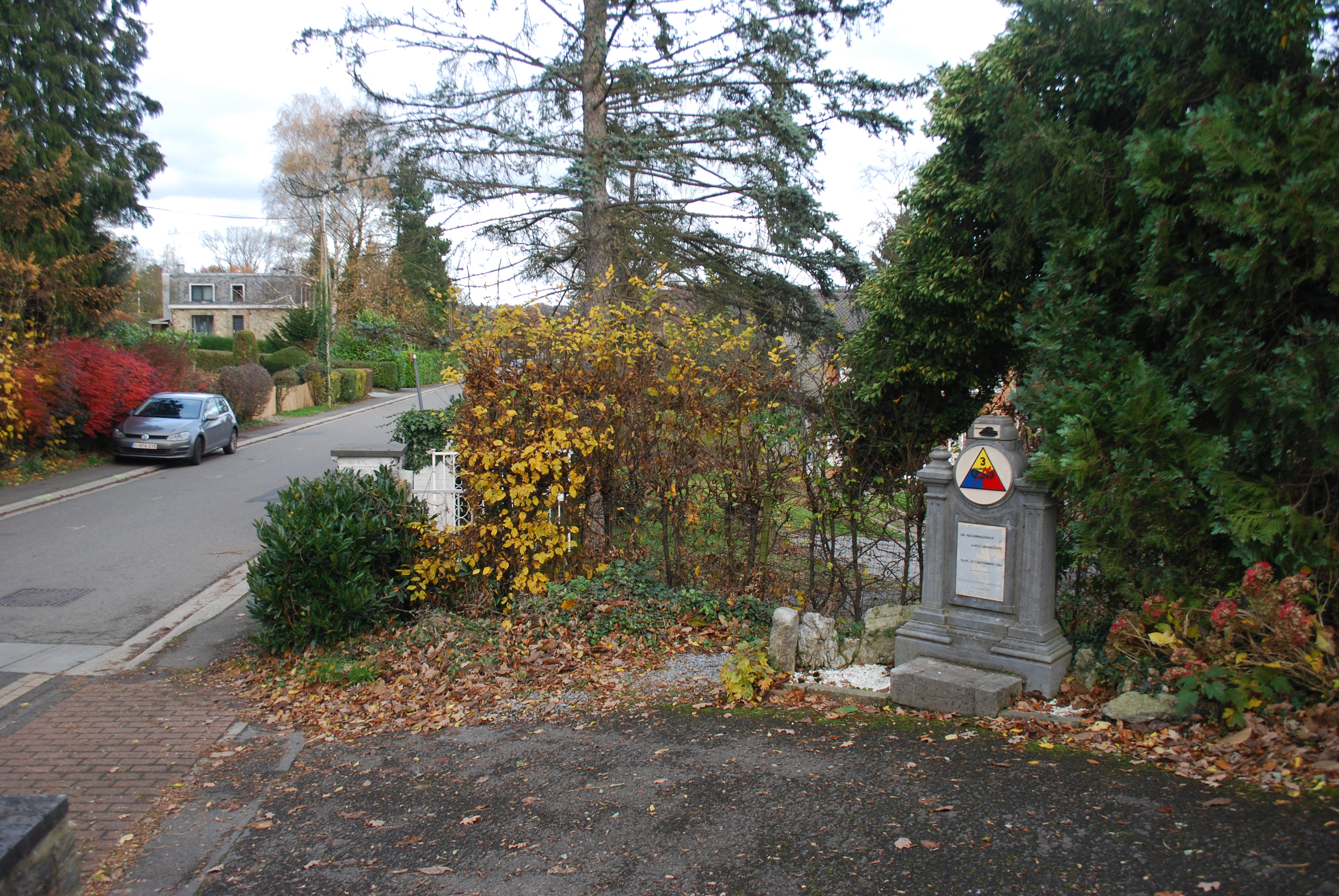
Monument aux libérateurs de Tilff en 1944.

La chapelle Notre-Dame de Lourdes a été édifiée en 1957-1958 à l'initiative des habitants du quartier pour le centenaire des apparitions de Lourdes ; à côté de la chapelle se trouve le Monument aux libérateurs de Tilff en 1944, érigé à l'occasion du cinquantième anniversaire de la libération de la localité.
Plusieurs habitations contemporaines intéressantes sur le plan architectural méritent d'être signalées : la maison de l'architecte Claude Strebelle et deux maisons réalisées d'après les plans de Charles Dumont, la maison Marcourt et la maison Dejace.

## Environnement
La préservation des massifs boisés du haut des versants est inscrite au plan de secteur de 1989 et au schéma de structure communal de 2000.